# 勤怠管理システム
勤怠管理システム（英: time and attendance、TNA）は、従業員の仕事開始、仕事終了を追跡・監視するためのシステム。勤怠管理システムにより、雇用主は従業員の労働時間と遅刻、早退、休憩、欠勤と、所要時間を監視することができる。 また、従業員の非番の時間に対する過払いを減らすことで人件費を管理し、転記エラー、解釈エラー、意図的なエラーを排除する。 勤怠管理システムは、出勤の証明に関する労働規制の遵守にも使用される。

## 手動システム
従来、タイムスタンプが押された紙のカードを使う、タイムレコーダーによる手動システムが使用されていた。このようなマシンは1世紀以上使用されてきたが、その後段階的に廃止され、給与計算スタッフが従業員の時間を手動で入力する必要がない、より安価な自動システムに置き換えられた。

## 自動化されたシステム
最新の自動化された出退勤システムでは、従業員はタッチまたはスワイプして自分自身を識別し、作業エリアに出入りするときに勤務時間を記録する。もともとはRFID電子タグやバーコードバッジが使われていたが、最新型では生体認証（静脈リーダー、手の形状、指紋、または顔認識）やタッチスクリーンデバイスが使われる。

## アプリケーションベースのシステム
最新技術では、ジオフェンス機能を実装したアプリ（アプリケーションソフトウェア）を使用する。 従業員がインターネットジオロケーション内にいるかどうかで出退勤を管理する。顔認識システムも組み合わせることができ、指紋スキャナーは不要となる。